# Гастон Торн
Гастон Егмонд Торн (лукс. Gaston Thorn; Луксембург, 3. септембар 1928 — Луксембург, 26. август 2007) је био луксембуршки политичар који је службовао на многим истакнутим политичким позоцијама укључујући место премијера Луксембурга (1974—1979), председника генералног савета Уједињених нација (1975) и председника Европске комисије (1981—1985).

## Биографија
Рођен је у граду Луксембургу. Још у време школовања укључивао се у акције против немачке окупације па је провео неколико месеци у затвору. Након рата студирао је права у Монпељеу, Лозани и Паризу. Правима се бавио пре него што је постао политичар 1959. представљајући Демократску партију. Од 1961. био је посланик Демократске партије.
Био је министар за спољне послове и министар за спољну трговину Луксембурга од 1969. до 1980, премијер од 1974. до 1979. и министар за економију од 1977. до 1980. Такође је био члан европског парламента од 1959. до 1969. и председник Генералне скупштине Уједињених нација од 1975. до 1976. године.
Године 1980. Торн је изабран за председника Комисије Европске заједнице (сада Европска унија) и на том положају је наследио Роја Џенкинса. Кабинет је преузео 12. јануара 1981. Био је веома близак са француским председником Валеријем Жискаром Д'Естеном и заступао је француске интересе у европској политици.
Иако није био нарочито енергичан председник Комисије, током његовом мандата утицај овог органа је повећан како међу парламентима земаља чланица Комисије тако и у односу на Европски парламент који су били у сталном сукобу. Торн је урадио много за свог наследника Жаска Делора који је наследио положај са знатно већим утицајем.
Када је напустио место председника Комисије 1985. Торн се окушао у бизнису. Био је акционар је највеће луксембуршке медијске компаније и председник Међународне банке Луксембурга.
Торн је остао активан у политици и међународним односима као председник Међународног европског покрета и члан Трилатералне комисије и Комитета Жан Моне. Такође је био председник Либералне интернационале, групе политичких партија либералне оријентације а затим и почасни председник ове организације.
Био је ожењен новинарком Лилиен Торн-Пти.